# Сасакі Руй
Сасакі Руй (яп. 佐々木 累) — жінка-майстер з кендзюцу початку періоду Едо (середина XVII століття). Вона була відома як «Дивно вдягнена жінка-майстер меча».

## Біографія
Сасакі народилась у князівстві Коґа, розташованому в провінції Сімоса (сучасний Коґа, Ібаракі); дата народження невідома. Її батько, Сасакі Уото, був членом клану майстрів кендзюцу на службі в Доя Тосікацу (яп. 土井 利勝) та займався бойовими мистецтвами.
Руї вирушила до Едо (нині Токіо), де вона орендувала будинок в Асакуса, і почала навчати бойових мистецтв. Одночасно з популярністю її вчення, стає відомою і сама Руї за незвичайний одяг: вона покидала будинок, одягнена в чорний шовковий хаорі (на той час — чоловічий одяг), прикрашений гербом родини Сасакі, із зібраним у тугу зачіску за допомогою шпильок волоссям та двома самурайськими мечами — довгим і коротким. У той час бандити, відомі як кабукімоно або «хатамото якко», поширилися в Едо, і Руї почала боротися з бандою «Сіроє» та іншими групами.
У період 1650—1659 роках комісаром Північного повіту Едо служив Ісіґая Садакійо. Він викликав Руї через її поведінку, щоб дати пояснення чи гідна вона статусу дочки самурая, чи закінчаться колись її безшлюбність, дивні вбрання та сварки з «хатамото якко»; його метою було переконати, що Руї повинна зберегти спадщину батька як самурая, вийшовши заміж за самурая чоловіка. Про цей випадок стало відомо Кано Моокацу, комісару південного Едо і навіть самого Доя Такагацу зацікавила її хоробрість і він узяв на себе завдання знайти їй чоловіка (зважаючи на те, що Дой помер 1644 року, його ім'я у цій історії могло бути записано помилково). Руї взяла шлюб із Косуґі Коносіконо, другим сином Косуґі Санесоймона, солдата Доя, щоб відродити клан Сасакі.
Її вік на момент смерті та дата її смерті також невідомі. У Руї не було братів, її спроби одружитись закінчились розлученням, і після смерті батька від хвороби ім'я клану Сасакі вимерло.

## У літературі
1969 року оповідання Сотаро Ікенамі зображувало жінку-мечника, Сасакі Руй. У його романі 1972 року «Кенкаку Собай» зображено Сасакі Сайто — жінку-фехтувальницю, що прикидалася чоловіком.